# D-клас

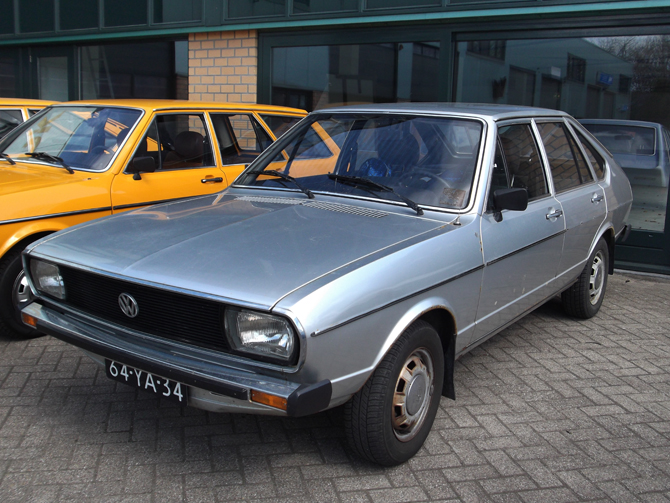
Volkswagen Passat (1973–1981)

D-клас є третім найбільшим в європейській класифікації легкових автомобілів, який описується як «великі автомобілі». Це еквівалентно категорії «великий сімейний автомобіль» (large family car) у Euro NCAP, і сучасним визначенням категорії «середньорозмірний автомобіль» (mid-size car), які використовуються в Північній Америці. «Компактний представницький автомобіль» (Compact executive car) є частиною категорії D-класу.
Продажі автомобілів D-класу становлять 8% ринку.

## Визначення
Європейські класи не ґрунтуються на критеріях розміру або ваги. Автомобілі D-класу мають довжину приблизно 4,6 метри.
Більшість автомобілів D-класу є седанами та універсалами. Ціноутворення та специфікація автомобілів D-класу можуть сильно змінюватися, від базового недорогого транспорту до більш розкішних і дорогих моделей.

## Поточні моделі
На 2020 рік у 5-ку найпродаваніших автомобілів D-класу в Європі входять BMW 3 Series, Volkswagen Passat, Tesla Model 3, Mercedes-Benz C-Class, Audi A4/S4/RS4.

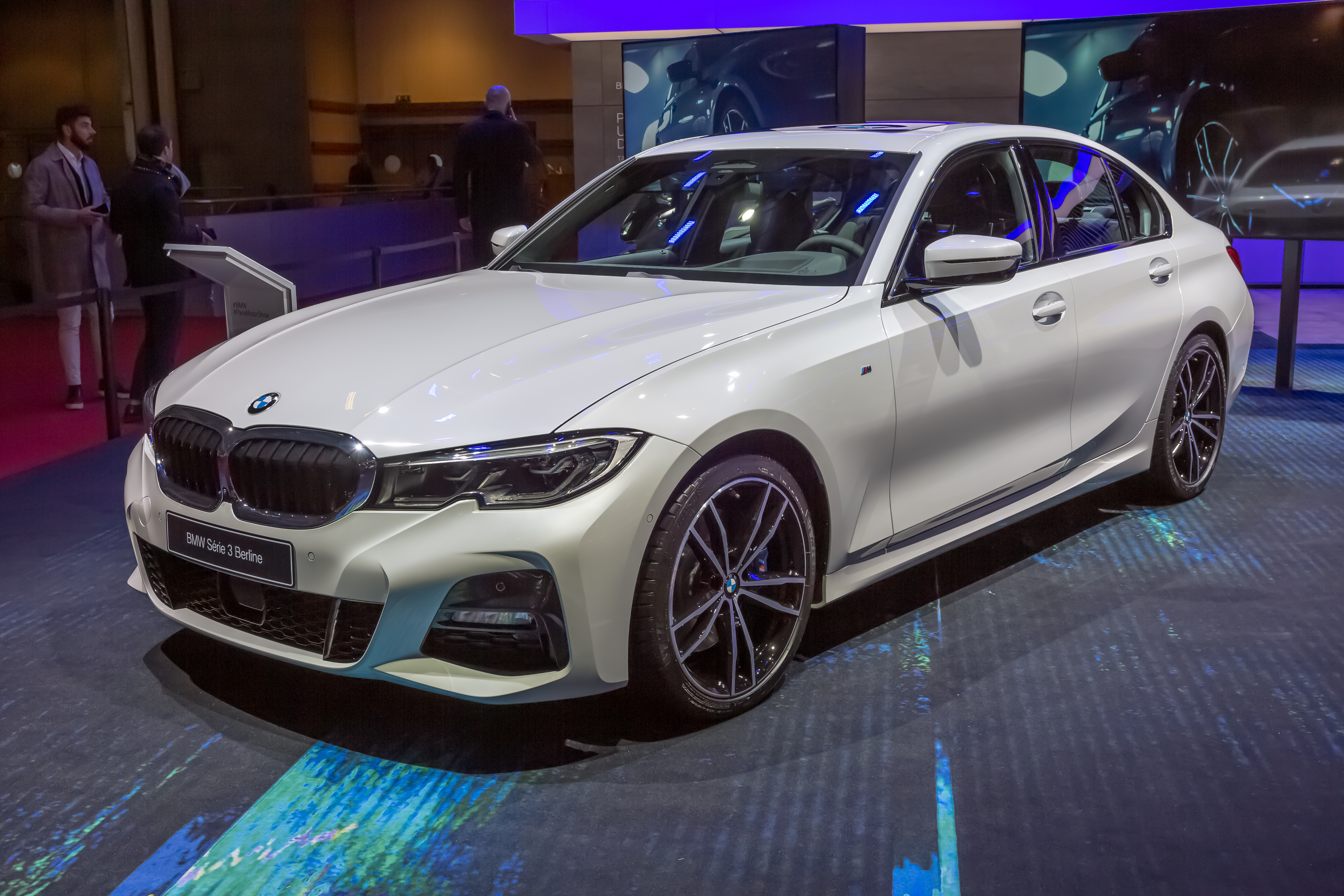
BMW 3 Series 7 покоління (2018–донині) Зроблено в Німеччині
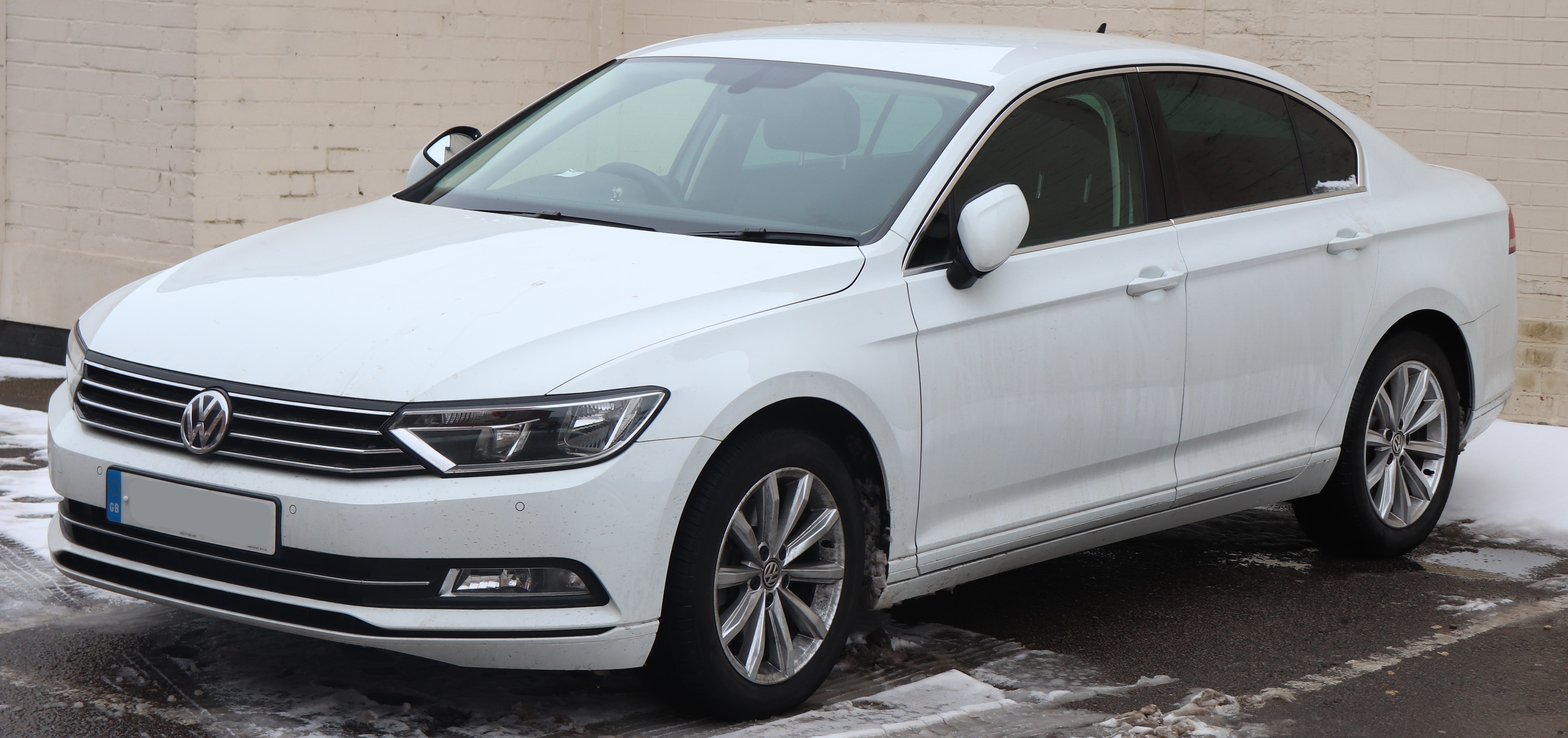
Volkswagen Passat 8 покоління (2014–2022) Зроблено в Німеччині
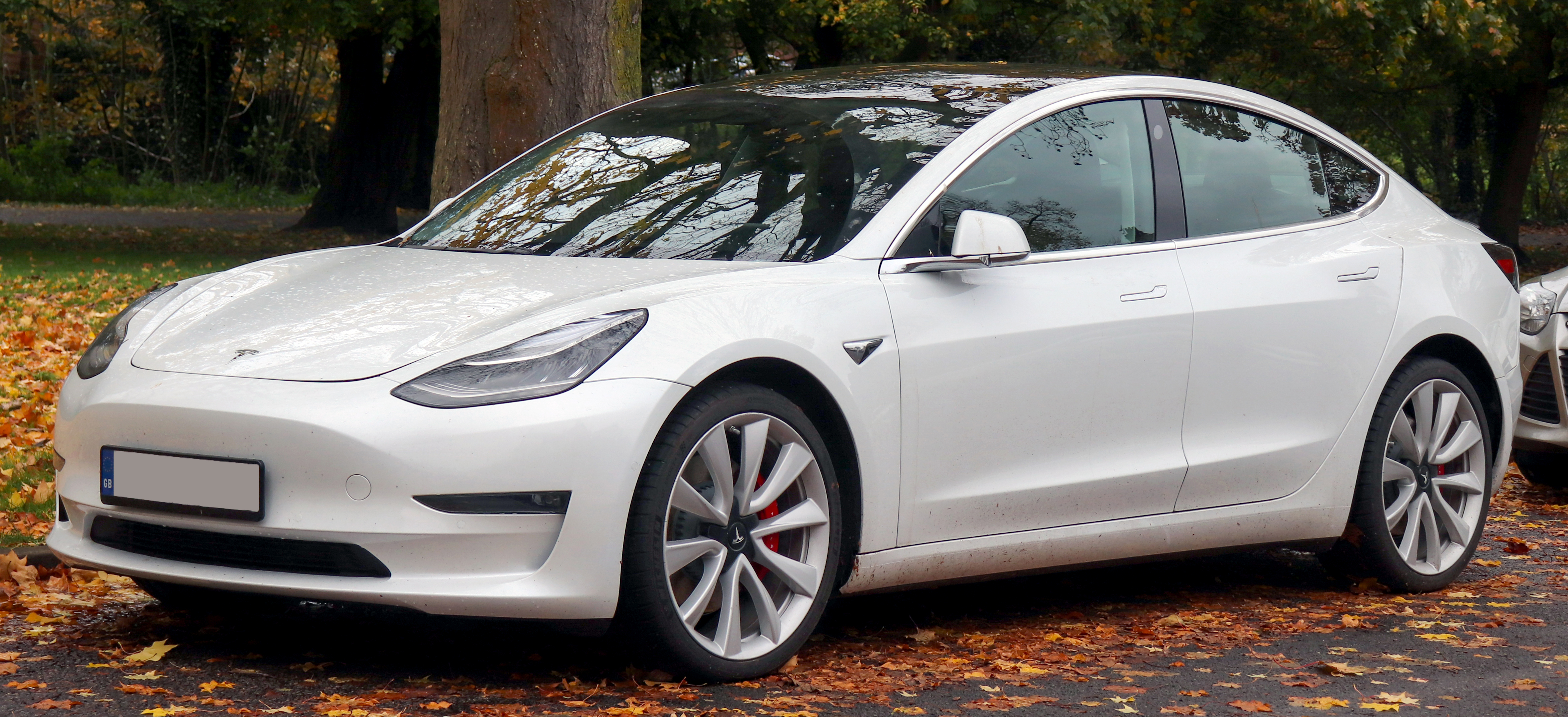
Tesla Model 3 1 покоління (2018–донині) Зроблено в США
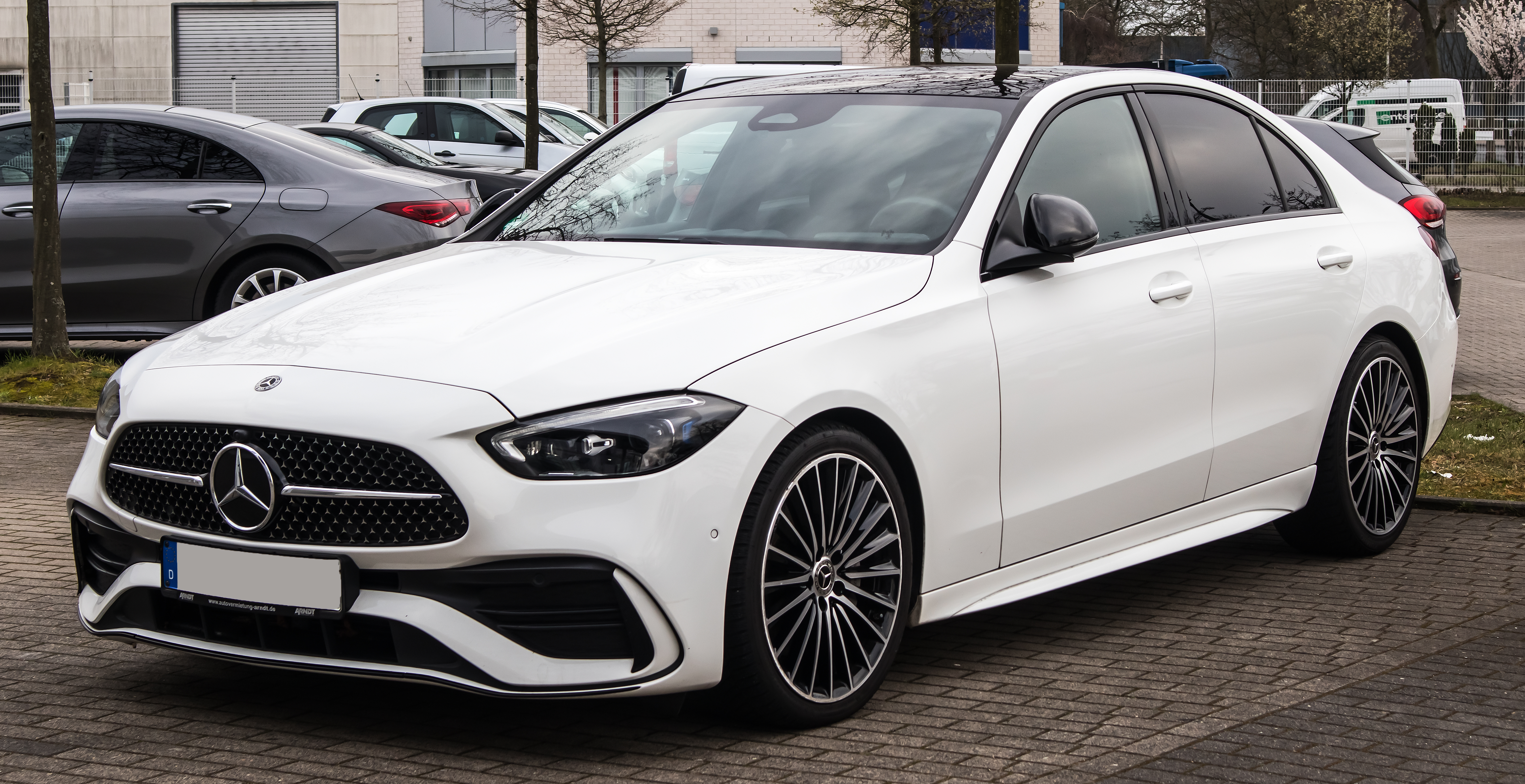
Mercedes-Benz C-Class 5 покоління (2021–донині) Зроблено в Німеччині
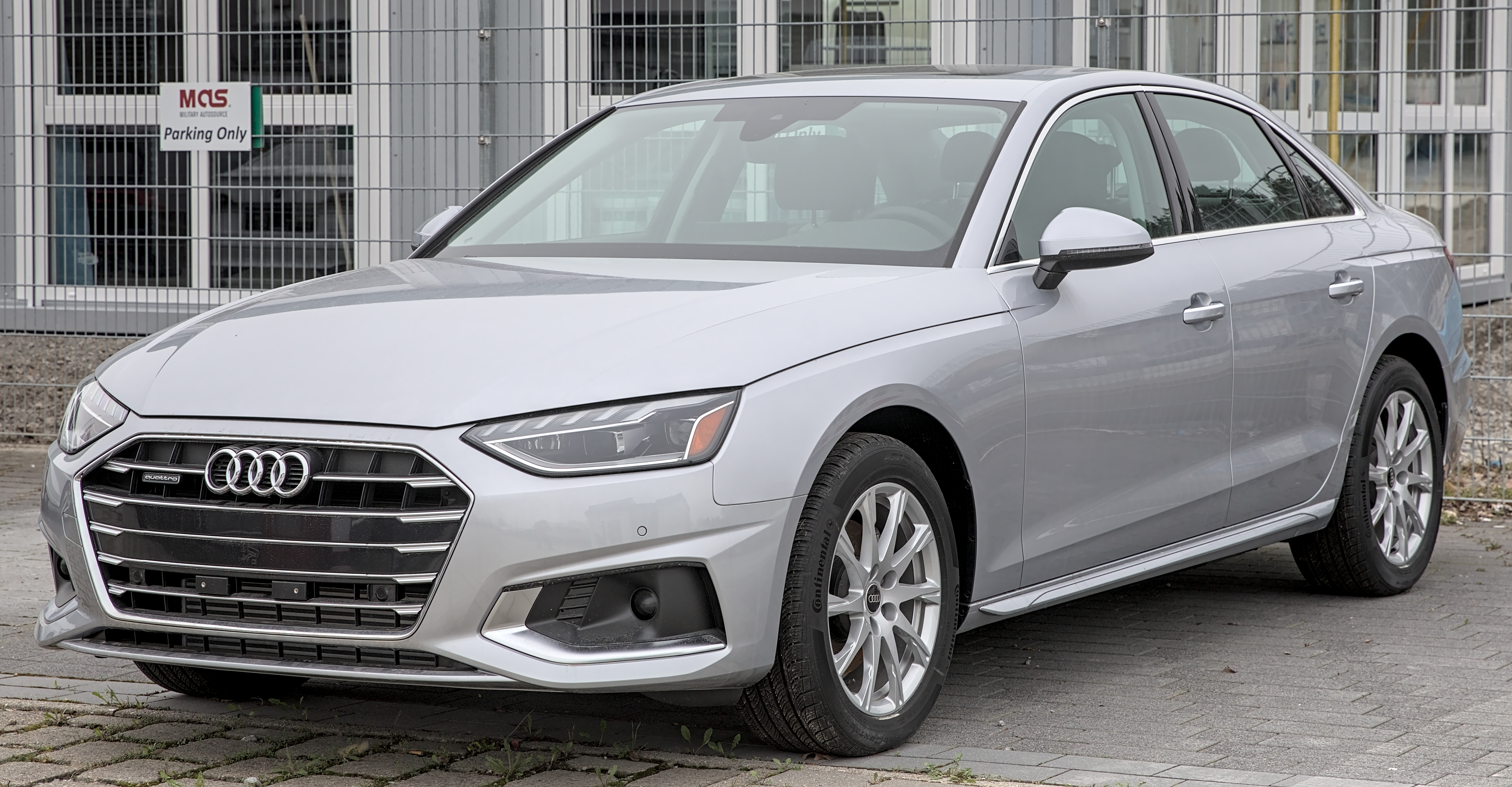
Audi A4 5 покоління (2016–донині) Зроблено в Німеччині

## Див. Також
- Європейська класифікація легкових автомобілів
- Класифікація автомобільного транспорту
- Класифікація легкових автомобілів
- Великий сімейний автомобіль